# Athlete with Wand
Pour plus de détails, voir Fiche technique et Distribution.
Athlete with Wand (Athlète à la baguette) est un film américain réalisé par William Kennedy Laurie Dickson, sorti en 1894.
Ce film est un des premiers tournés avec la première caméra argentique de cinéma, à défilement linéaire vertical, le kinétographe, au format Edison 35 mm de large, à deux paires de quatre perforations par photogramme, conçue par Dickson à partir des croquis d'Edison et du premier modèle de cette caméra où la pellicule de 19 mm de large, à six perforations en bas du cadre, se déroulait horizontalement.

## Synopsis
Un athlète manipule une baguette (wand) de gymnastique. Son chien, assis près de lui, le contemple.

## Fiche technique
- Titre : Athlete with Wand
- Réalisation : William Kennedy Laurie Dickson
- Production : Edison Studios
- Photographie : William Heise
- Durée : 30 secondes
- Format : 35 mm à double jeu de 4 perforations rectangulaires Edison, noir et blanc, muet
- Pays :  États-Unis